# Comté de York (Nebraska)
Pour les articles homonymes, voir Comté de York.
Le comté de York est un comté situé dans l'État du Nebraska, aux États-Unis. En 2010, sa population est de 13 665 habitants. Son siège est York.